# Silvia Bonastre
Sílvia Bonastre Peremateu (nacida el 29 de noviembre de 1981 en Tarrasa, Barcelona) es una exjugadora española de medio campo de hockey hierba, que representó a España en los Juegos Olímpicos de Atenas 2004 y Pekín 2008. También fue componente del equipo que terminó cuarto en el mundial de Madrid celebrado el 2006, bajo la dirección de Pablo Usoz. Es hermana de la también jugadora internacional Berta Bonastre y prima de Carlota Petchamé.

## Participaciones en Juegos Olímpicos
- Atenas 2004, puesto 10.
- Pekín 2008, puesto 7.